# Nelly Mele Lara
Nelly Mele Lara (* 1922 in Caracas; † 1993 ebenda) war eine venezolanische Komponistin. 

## Leben
Mele Lara studierte Klavier bei Elena de Arrarte und wurde 1954 Professorin für Klavier. 1960 folgte sie Vicente Emilio Sojo an der Escuela Superior de Música als Professorin für Komposition nach. Mitte der 1960er Jahre wurde sie Direktorin der Musikschule El Bosque, der Abteilung für Musik des Instituto Nacional de Cultura y de Bellas Artes (INCIBA) und des Konservatoriums von Aragua sowie Präsidentin der Asociación Venezolana de Autores y Compositores (AVAC). 
Ihre frühen Werke standen noch unter dem Einfluss des musikalischen Impressionismus, ihre späteren Werke waren stilistisch moderner, von polyphoner Struktur und polytonaler Harmonie. Sie verwendete auch Instrumente wie die elektronische Orgel und die elektrische Gitarre.

## Werke
- Provincianas
- Cantagallo
- Misa Criolla
- Fantasía para piano y orquesta
- Sonata para violín y piano
- Líricas Otoñales
- Misa Bolivariana, für Chor und Volksinstrumente

| Personendaten    | Personendaten              |
| ---------------- | -------------------------- |
| NAME             | Mele Lara, Nelly           |
| KURZBESCHREIBUNG | venezolanische Komponistin |
| GEBURTSDATUM     | 1922                       |
| GEBURTSORT       | Caracas                    |
| STERBEDATUM      | 1993                       |
| STERBEORT        | Caracas                    |